# Maoïsme
Het maoïsme, ook bekend als marxisme-leninisme-maoïsme, is een vorm van de marxistische communistische theorie, afgeleid van de leer van de Chinese politieke leider Mao Zedong (1893–1976). Het maoïsme werd ontwikkeld tijdens de jaren vijftig en zestig en werd op grote schaal toegepast als de politieke en militaire leidende ideologie van de Communistische Partij van China. Het richtte zich tot het stedelijke proletariaat, de boeren en de nationale burgerij, in tegenstelling tot het beleid van de Sovjet-Unie en de communistische partijen in West-Europa, dat zich meer concentreerde op arbeiders in de industrie. Het maoïsme was de overheersende ideologie van de Chinese communistische partij totdat de partijleiding werd overgenomen door Deng Xiaoping na de dood van Mao. Deng Xiaoping paste de "Deng Xiaoping Theorie" toe en de Chinese economische hervormingen van 1978.
Maoïstische partijen en gewapende groepen bestaan nog steeds, met name Lichtend Pad in Peru, de Communistische Partij van India (Maoïstisch) en de Communistische Partij van Nepal (Maoïstisch), die de verkiezingen won in 2008.

## Iconoclastische revolutie en anti-confucianisme
Tegen het begin van de 20e eeuw werd een verhoudingsgewijs kleine maar sociaal belangrijke dwarsdoorsnede van China's traditionele elite (dat wil zeggen landeigenaren en bureaucraten) steeds meer sceptisch over de doeltreffendheid en zelfs de morele validiteit van het confucianisme. Deze sceptische iconoclasten vormden een nieuw segment van de Chinese samenleving, een moderne intelligentsia waarvan de komst – of zoals de historicus Maurice Meisner het zou noemen, hun afvalligheid – het begin inluidde van de vernietiging van de adel als sociale klasse in China.
De val van de Qing-dynastie in 1911 markeerde voor deze iconoclasten de definitieve mislukking van de confucianistische morele orde, en heeft er aan bijgedragen dat het confucianisme in de hoofden van deze iconoclasten synoniem werd met politiek en sociaal conservatisme. Deze associatie van conservatisme en confucianisme droeg bij aan de iconoclastische aard van het Chinese denken tijdens de eerste decennia van de 20e eeuw.
Het Chinese iconoclasme werd het duidelijkst tot uitdrukking gebracht door Chen Duxiu tijdens de Nieuwe Cultuurbeweging, die plaatsvond tussen 1915 en 1919. De New Culture Movement, onder leiding van de New Youth, een tijdschrift uitgegeven door Chen Duxiu, stelde de "totale vernietiging van de tradities en waarden uit het verleden" voor en had een diepgaande invloed op de jonge Mao Zedong, wiens eerste gepubliceerde werk op de pagina's van het tijdschrift verscheen.

## Wereldwijde invloed

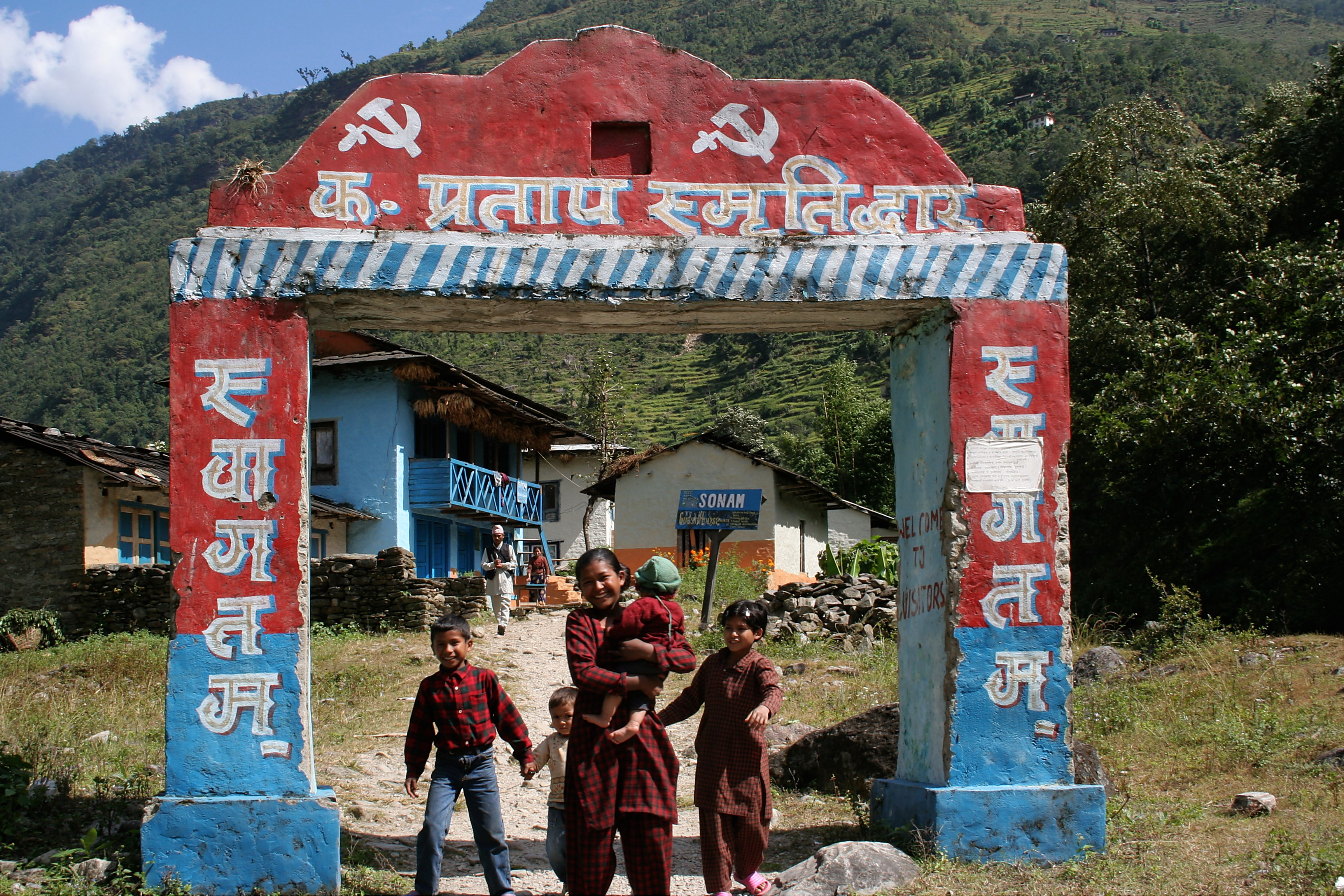
Maoïstisch dorpje in Nepal.

Het maoïsme oefende in de jaren zestig en zeventig een sterke invloed uit op communistische bewegingen wereldwijd, en in het bijzonder op guerrillabewegingen in de 'Derde Wereld'; onder anderen Che Guevara was een aanhanger. De nadruk op de noord-zuidtegenstelling in de Chinese buitenlandse politiek, in plaats van de nadruk op oost-west in de Sovjetpolitiek, kan hiervoor als oorzaak worden aangewezen.
Ook genoot het maoïsme enige populariteit onder radicale westerse communisten voor wie de 'reformistische' koers van Moskougetrouwe communisten te gematigd was. Overal in Europa werden maoïstische partijtjes opgericht die zich doorgaans tooiden met het etiket marxistisch-leninistisch, om aan te geven dat zij in Mao's spoor teruggrepen op de 'zuivere' leer van Marx en Lenin; zo ook in Nederland. Een van deze groeperingen, de MLPN, werd opgericht door de BVD om de contacten met China en Albanië te controleren, in andere groepen probeerde ze te infiltreren. De meest succesvolle van de maoïstische partijtjes was de Socialistische Partij (SP). Deze zei het maoïsme na zo'n 10 jaar vaarwel.
Er bestaan in Nederland nog verschillende maoïstische organisaties, zoals GML/Rode Morgen en Revolutionaire Eenheid. De PVDA in België is een marxistische partij die haar wortels heeft in de maoïstische beweging. Op haar 8ste congres, in 2008, zei de partij het maoïsme en stalinisme definitief vaarwel.
In Nepal hebben de maoïsten een grote aanhang, vooral onder de sociaal laagste klassen en dan met name onder de jongeren. De maoïsten streden hier vooral tegen de regeringsvorm, waarbij de vorst nagenoeg een alleenheerschappij in stand trachtte te houden, hetgeen vooral ten goede kwam aan de beter bedeelden in de Nepalese samenleving. Door de strijd van de maoïsten zijn er de sinds van begin van de eenentwintigste eeuw duizenden doden gevallen, zowel onder eigen aanhangers als onder andere burgers, maar vooral soldaten van het Nepalese leger en politiemensen. Koning Gyanendra moest in 2006 afstand doen van de macht, en in 2007 werd de monarchie officieel afgeschaft. Bij verkiezingen op 10 april 2008 behaalde de Communistische Partij van Nepal (Maoïstisch) een meerderheid in het parlement. Sindsdien vormt ze een coalitieregering met een andere communistische partij.
In het aangrenzende India voeren de militante maoïstische Naxalieten een guerrillaoorlog in de economisch achtergebleven plattelandsgebieden van Centraal- en Oost-India.

## Kern van het maoïsme

### Marxisme-leninisme
Het maoïsme is gebaseerd op het marxisme-leninisme, de theorieën van Karl Marx, Friedrich Engels, Vladimir Lenin en Jozef Stalin. Marx en Engels ontwikkelden het dialectisch materialisme en het historisch materialisme, de economische theorie van het marxisme en de politieke theorie over de kapitalistische staat. Lenin ontwikkelde deze theorieën verder in een wereld waar volgens hem het monopoliekapitalisme de plaats van het vrije concurrentiekapitalisme had ingenomen. Hij ontwikkelde ook de politieke theorie verder en verrijkte deze met de tactiek van het front tussen de arbeiders en de arme en middelrijke boeren. Stalin ontwikkelde het marxisme-leninisme verder op het gebied van de opbouw van een socialistische staat: collectivisering, industriële opbouw en dictatuur van het proletariaat.
Maoïsme zegt van zichzelf dat het niet dogmatisch is en waarschuwt er dan ook voor om de theorieën van het marxisme-leninisme zomaar over te nemen. In iedere concrete situatie moet een revolutionair de theorie creatief toepassen. Er bestaat een dialectische band tussen theorie en praktijk, dit wil zeggen dat theorie en praktijk elkaar constant moeten beïnvloeden.

### Kritiek op het revisionisme
Toen Chroesjtsjov tijdens zijn toespraak getiteld Over persoonsverheerlijking en de gevolgen ervan bij het twintigste congres van de Communistische Partij van de Sovjet-Unie fel kritiek uitte op Stalin, brak hij daarmee volgens Mao met het marxisme-leninisme en ging hij een revisionistische koers varen. Volgens Chroesjtsjov bestonden geen echte klassen meer in de Sovjet-Unie en moest de klassenstrijd dus ook niet meer worden voortgezet. Hij verklaarde dat de dictatuur van het proletariaat had afgedaan en dat de Sovjet-Unie voor het einde van de twintigste eeuw het stadium van het communisme bereikt zou hebben. Mao beschuldigde hem ervan dat hij zo de baan had vrijgemaakt voor allerlei kapitalistische elementen. Dit veroorzaakte een breuk in de relaties tussen de communistische partijen van China en de Sovjet-Unie en de splitsing tussen maoïstische en revisionistische partijen over de hele wereld. Hij wees ook de stelling af dat het socialisme bereikt kon worden via de parlementaire weg.
Later merkte Mao op dat de Sovjet-Unie ook de strijd tegen de bureaucratie opgegeven had. Hij stelde dat de bureaucraten zich waren gaan gedragen als een nieuwe kapitalistische klasse. Wanneer Brezjnev aan de macht komt en een hardere koers gaat varen, is het proces volgens Mao tot een hoogtepunt gekomen. De Sovjet-Unie is een grote mogendheid geworden, een staat die sociaal-fascistisch is in zijn binnenlandse onderdrukking van de klassenstrijd van de arbeiders tegen de nieuwe burgerij en sociaal-imperialistisch bij zijn buitenlandse overheersing van de Oostbloklanden, Cuba en Vietnam.
Sinds de val van de Sovjet-Unie hebben verschillende maoïstische organisaties deze stellingen herzien. Zij merkten hierbij vooral op dat de ontbinding van het socialisme een complexer proces is dan Mao aannam. Volgens veel hedendaagse maoïstische denkers werd de Sovjet-Unie van 1956 tot 1991 weliswaar geleid door een revisionistische partij, maar dit betekende niet dat het land niet langer socialistisch was. Pas toen de markteconomie officieel in alle sectoren werd toegelaten, werd de Sovjet-Unie weer een kapitalistisch land, om daarna helemaal te ontbinden.

### Theorie van de Drie Werelden
Volgens het maoïsme kunnen alle landen worden ingedeeld in drie werelden. De eerste wereld is deze van de twee grote mogendheden V.S. en Sovjet-Unie. Van deze twee is de Sovjet-Unie volgens Mao het gevaarlijkst. In de tweede wereld vindt men alle kapitalistische landen die geen grote mogendheid zijn. De derde wereld bestaat volgens Mao uit alle landen die door kapitalistische landen of grote mogendheden gedomineerd worden, of die zich van die dominantie bevrijd hebben.

### Nationaal Democratische Revolutie
Het maoïsme leert dat een land in de derde wereld niet helemaal ontwikkelt tot een kapitalistisch land. Het blijft altijd een heel aantal feodale trekken vertonen. Zowel sociaal als economisch blijft de landbouw een centrale rol spelen. Het grondbezit is dan ook heel belangrijk. Tegelijk wordt het economisch leeggeroofd door landen uit de eerste en de tweede wereld. Derdewereldlanden zijn semikoloniaal en semifeodaal.
De klassenindeling van een derdewereldsamenleving is anders dan deze van een kapitalistisch land. De grote meerderheid van de bevolking werkte in de landbouw. Dit zijn arme en middelrijke boeren die worden uitgebuit door de grootgrondbezitters. In de steden bestaat ook een industrieel proletariaat dat door kapitalisten wordt tewerkgesteld. Deze kapitalisten kunnen in drie groepen worden ingedeeld. De compradoreburgerij is omgekocht door de dominerende kapitalistische landen uit de eerste en tweede wereld en maakt het voor deze imperialisten mogelijk om het land leeg te roven. De nationale burgerij probeert een eigen nationale economie te ontwikkelen tegen de imperialistische overheersing in. Tussen de burgerij en het proletariaat bevindt zich nog de kleine burgerij die bestaat uit ambtenaren, kleine zelfstandigen, vrije beroepen en intellectuelen.
Aangezien het kapitalisme niet kan ontwikkelen, is het stedelijk proletariaat niet sterk genoeg om een socialistische revolutie te voeren via een gewapende opstand. Voor de verdere ontwikkeling van de maatschappij kan plaatsvinden, moeten eerst twee hindernissen worden vernietigd: de imperialistische overheersing en de feodale verhoudingen op het platteland. Dit is een nationaaldemocratische revolutie. Ze is nationaal aangezien ze de buitenlandse overheersing vernietigd, ze is democratisch aangezien ze de feodale en halffeodale verhoudingen vernietigt.
Het proletariaat moet in die omstandigheden werken aan een verenigd front van alle klassen die baat hebben bij dit proces. Dit nationaaldemocratisch front bestaat naast het proletariaat ook uit de boeren, de kleine burgerij en de nationale burgerij. Het nationaaldemocratisch front gaat de confrontatie aan met de heersende klassen en begint zo het proces van de langdurige volksoorlog. Deze kent drie fasen: het strategisch defensief, het strategisch evenwicht en het strategisch offensief.
De eerste fase duurt lang. De revolutionairen organiseren zich in een guerrilla die onder de boeren werkt. Door overtuiging van de boeren en door gerichte aanvallen op het regeringsleger groeit deze guerrilla en krijgt ze steeds meer steun van de bevolking. De guerrilla organiseert op die manier een volksleger dat steeds groter wordt. Dit volksleger wordt op het platteland gevormd, maar moet van daar uit de steden omsingelen, waar het proletariaat in opstand komt. Deze eerste fase kan tientallen jaren duren.
Wanneer de krachtsverhoudingen zo zijn dat het volksleger en het regeringsleger, het nationaaldemocratisch front en de politieke krachten van de regering even sterk zijn, dan begint de fase van het strategisch evenwicht.
De laatste fase van de langdurige volksoorlog is het strategisch offensief. De revolutionaire krachten zijn nu zo sterk dat ze de heersende klasse van de macht kunnen stoten en zelf de macht nemen. Zij gebruiken die macht om een nieuwe democratie te installeren, de macht ligt in handen van de arbeidersklasse en de boeren die nog steeds in een front aaneengesloten zijn met de progressieve krachten binnen de nationale burgerij en de kleine burgerij. De nieuwe democratie gebruikt haar macht om het verzet van de vroegere heersende klassen te onderdrukken, want na de overwinning van de nationaal-democratische revolutie gaat de klassenstrijd onverminderd verder.

## Propaganda
- Mao had een drietal vertrouwde journalisten-schrijvers aan zijn kant die hem geholpen hebben om het maoïsme geloofwaardig te maken en hemzelf te presenteren als respectabel internationaal leider: Edgar Snow, Han Suyin en Felix Greene. Dezen bezochten hem regelmatig in Yan'an, de toenmalige residentie van Mao Zedong die grondig was beveiligd met betrouwbare troepen en volledig was afgeschermd van de buitenwereld.
Incidentele bezoekers aan China die door Mao en de CCP vorstelijk zijn ontvangen en ingepakt en het maoïsme en zijn leider in de beginjaren in het Westen salonfähig hebben gemaakt zijn Simone de Beauvoir met haar boek De Lange Mars, François Mitterrand als toenmalig socialistisch partijleider, de latere Canadese premier Pierre Trudeau, het vroegere hoofd van de Voedsel en Landbouworganisatie van de VN lord Boyd-Orr en de Britse veldmaarschalk Montgomery die als het om de toenmalige hongersnoden ging alleen 'tekorten' zag in bepaalde gebieden.
- Het Rode Boekje met teksten en uitspraken van Mao Zedong werd in ongekende oplagen (tussen 1966 en 1968 740 miljoen exemplaren) gedrukt en verspreid. Het werd vertaald in alle belangrijke talen en ook in het Westen op grote schaal verspreid, waardoor het eind jaren zestig en begin jaren zeventig op vrijwel alle scholen en universiteiten in het Westen voorhanden was. Deels heeft deze maoïstische propaganda gewerkt, aangezien vele socialistische bewegingen en fracties in het Westen hierdoor beïnvloed zijn geworden.